# Mykoła Moroz
Mykoła Moroz, ukr. Микола Мороз (ur. 19 grudnia 1992 w Połtawie) – ukraiński siatkarz, grający na pozycji przyjmującego, reprezentant Ukrainy. 

## Sukcesy klubowe
Mistrzostwo Ukrainy:
- 2016
- 2014

Puchar Ukrainy:
- 2015, 2020

## Sukcesy reprezentacyjne
Letnia Uniwersjada:
- 2015